# Маттьяццо, Антонио
Антонио Маттьяццо (итал. Antonio Mattiazzo; род. 20 апреля 1940, Роттанова-ди-Кавардзере, провинция Венеция, Королевство Италия) — прелат Римско-католической церкви, 2-й титулярный епископ Вируна с персональным титулом архиепископа, 133-й епископ Падуи с персональным титулом архиепископа.
Дипломат на службе у Святого Престола: апостольский нунций в Кот-д’Ивуаре и апостольский про-нунций в Буркина-Фасо и Нигере. Великий вице-канцлер Богословского факультета Тривенето. В настоящее время — архиепископ-эмерит Падуи.

## Биография
Антонио Маттьяццо родился 20 апреля 1940 года во фракции Роттанова в коммуне Кавардзере, в провинции Венеция. Его родители были уроженцами коммуны Салетто в провинции Падуя. Он появился на свет, когда по причине трудоустройства, они находились далеко от дома.
В 1951 году поступил в епархиальную семинарию в Падуе. 5 июля 1964 года был рукоположен в сан священника епархии Падуи. После рукоположения продолжил образование в Папском Латеранском университете и Папской Церковной академии в Риме. В 1968 году завершил обучение, получив научную степень доктора обоих прав.
В том же году поступил на дипломатическую службу в Ватикане. Служил секретарём в Апостольской нунциатуре в Никарагуа и Гондурасе. В 1971 году был назначен секретарём Апостольской делегации в Вашингтоне. В 1975 году получил место аудитора Апостольской нунциатуры в Бразилии. В 1978 году был переведён на эту же должность в Апостольскую нунциатуру во Франции. В 1980 году был назначен советником в отдел по отношениям с государствами при Государственном секретариате Святого Престола.
16 ноября 1985 года римский папа Иоанн Павел II назначил Антонио Маттьяццо Апостольским нунцием в Кот-д’Ивуаре и, одновременно, Апостольским про-нунцием в Буркина-Фасо и Нигере, номинировав его в титулярные епископы Вируна с персональным титулом архиепископа. Епископскую хиротонию 14 декабря 1985 года в соборе Взятия на небо Девы Марии в Падуе возглавил кардинал Агостино Казароли, которому сослужили архиепископ Филиппо Франчески и епископ Джироламо Бартоломео Бортиньон.
5 июля 1989 года тот же римский папа назначил его епископом Падуи с персональным титулом архиепископа. 17 сентября того же года Антонио Маттьяццо приступил к управлению своей епархией.
В 1989—2003 годах он был секретарём, а с сентября 2011 по май 2012 года — вице-президентом Тривенетской епископской конференции. С 20 июня 2005 года по 18 июля 2015 год занимал почетную должность Великого вице-канцлера Богословского факультета Тривенето. В Итальянской епископской конференции участвовал в работе Епископской комиссии по культуре и общественным связям и Епископской комиссии по евангелизации народов и миссионерскому сотрудничеству между Церквами.
В апреле 2004 года был избран почётным доктором Богословского факультета Православного университета «1 декабря 1918 года» в Альба-Юлии в Румынии. В 2006 году был удостоен звания почётного доктора Православного Богословского факультета Бухарестского университета. Годом ранее, в сентябре 2005 года патриарх Алексий II наградил Антонио Маттьяццо Орденом преподобного Сергия Радонежского, который ему вручил Ионафан, архиепископ Херсонский и Таврический.
7 февраля 2015 года, в виду приближавшегося семидесяти пятилетия, подал прошение об отставке. 18 июля того же года римский папа Франциск удовлетворил его прошение. Антонио Маттьяццо решил продолжить служение в качестве простого миссионера в Апостольской префектуре Робе в Эфиопии.

## Сочинения
- Прими дар Божий, который в тебе. Духовные упражнения по введению в христианство. (итал. Ravviva il dono di Dio che è in te. Esercizi spirituali sull'iniziazione Cristiana). — Padova: Edizioni Messaggero Padova, 2012
- «То, что всего дороже для нас… Иисус Христос». Эссе о тайне Христа в трудах Владимира Соловьева. (итал. «Quello che abbiamo di più caro... Gesù Cristo». Saggio sul mistero di Cristo negli scritti di Vladimir Solov'ëv). — Padova: Edizioni Messaggero Padova, 2016